# گوستاو مایرینک
گوستاو مایرینک (انگلیسی: Gustav Meyrink؛ ۱۹ ژانویهٔ ۱۸۶۸ – ۴ دسامبر ۱۹۳۲) با نام مستعار گوستاو مِیِر (انگلیسی: Gustav Meyer)، نویسنده، رمان نویس، نمایشنامه نویس، مترجم و بانکداری اهل اتریش بود.
او علاقه ای خاص به سحر و جادو داشت.
مهمترین و معروفترین اثر وی رمان گولِم نام دارد.